# Oligoplites altus
Oligoplites altus är en fiskart som först beskrevs av Günther, 1868.  Oligoplites altus ingår i släktet Oligoplites och familjen taggmakrillfiskar. IUCN kategoriserar arten globalt som livskraftig. Inga underarter finns listade i Catalogue of Life.